# Администратор индикатора
Администратор индикатора, или администратор бенчмарка (англ. Benchmark administrator), — лицо, контролирующее разработку и процесс администрирования эталонного финансового индикатора («бенчмарка»). Администраторами индикаторов могут быть самые разнообразные организации, включая специализированные индексные компании, биржи и банки. Распространение института администраторов стало возможным благодаря глобальной реформе эталонных процентных ставок, проходящей в течение 2014—2021 годов.

## Определение
Согласно «Принципам для эталонных финансовых индикаторов» Международной организации комиссий по ценным бумагам, администратор индикатора отвечает за все этапы и процессы разработки и распространения эталонного индикатора, включая:
- сбор, анализ и (или) обработку информации или мнений в целях описания индикатора;
- определение индикатора с использованием формулы или иных методов обработки информации или мнений, предоставленных для формирования индикатора;
- распространение (публикация) индикатора среди пользователей, включая проверки, корректировки значений индикатор и методические изменения.

По состоянию на 2020 год законодательство о регулировании эталонных финансовых индикаторов было введено в Европейском союзе, Австралии, Сингапуре и Южной Корее.
В Европейском союзе под администратором понимается физическое или юридическое лицо, контролирующее предоставление индикатора. В предоставление индикатора входит администрирование соглашений по определению индикатора; сбор, анализ или обработка входных данных для формирования индикатора; формирование индикатора путем применения формулы, другого метода расчета или оценки входных данных.

## Участники администрирования
Администратор индикатора собирает исходные данные с контрибьюторов. Он обязан оценивать своевременность, полноту и достоверность исходных данных. От администратора требуется, чтобы принимать ответные меры, когда исходные данные перестают отражать рыночную или экономическую реальность, которую отражает индикатор. К таким мерам относится изменение исходных данных, состава контрибьюторов или метода расчёта. Крайней мерой администратора является прекращение публикации индикатора, если тот теряет репрезентативность. Во избежание искажений при формировании индикатора администратор должен установить и поддерживать систему мониторинга и контроля данных, включая сравнение данных с предыдущими историческими значениями.
К своей работе администратор может привлекать расчётного агента (англ. calculation agent) . Им выступает юридическое лицо, определяющее значение индикатора путём применения формулы или иного метода расчёта или оценки информации или мнений, предоставленных в соответствии с методикой, разработанной администратором.
Кроме того, администратор может делегировать распространение индикатора среди пользователей агенту по публикации (англ. benchmark publisher). Он публикует значения индикатора, в том числе обеспечивает доступность статистики подписчикам, через Интернет или другие средства коммуникаций, за плату или безвозмездно.

## Рынок администраторов
В 2016 году в Европе было введено специализированное регулирование администраторов индикаторов. Новые требования стали ответом на скандал вокруг LIBOR, разразившийся в 2008—2016 годах. Регулирование накладывает требования не только на администраторов, но также на их контрибьюторов и пользователей индикаторов. Европейские пользователи в финансовых договорах смогут использовать только индикаторы аккредитованных администраторов. Переходный период для выполнения администраторами всех требований заканчивается после 2021 года. Из-под действия европейского регулирования выведены индикаторы, администрируемые центральными банками и другими государственными органами.
По состоянию на 2020 год в Европейском союзе зарегистрировано 79 администраторов эталонных индикаторов. Администраторы представлены индексными компаниями, биржевыми группами и их информационными подразделениями, инвестиционными банками и информационно-аналитическими агентствами.
Крупнейшие индексные компании, участвующие в международных тендерах на администрирование эталонных финансовых индикаторов.
| Администратор                    | Бизнес-профиль | Эталонные индикаторы |
| -------------------------------- | --- | --- |
| ICE Benchmark Administration     | дочерняя структура биржевой группы ICE | администратор индикатора LIBOR и других широко используемых индикаторов (ICE Swap Rate), разработчик нового индикатора ICE Bank Yield Index                                                        |
| Refinitiv                        | компания, находящаяся в совместной собственности Thomson Reuters и Blackstone, один из крупнейших поставщиков данных, предоставляющая инфраструктурные услуги для финансовых рынков | администратор канадских индикаторов CDOR и CORRA и нескольких региональных индикаторов межбанковских процентных ставок, расчётный агент ряда других индикаторов, в том числе индикаторов СРО «НФА» |
| European Money Markets Institute | международная некоммерческая ассоциация, созданная в Бельгии одновременно с введением евро, членами являются национальные банковские ассоциации Европейского Союза                  | администратор EONIA, которая в 2022 году заканчивает существование и EURIBOR, который переведён на каскадную методику                                                                              |
| FTSE Russel                      | подразделение британской биржевой группы LSE | администратор широко используемых индексов рынка ценных бумаг, а также РЕПО-индикатора £SONET, который рассматривался как потенциальная альтернатива SONIA                                         |
| IHS Markit                       | поставщик данных, аналитики и сервисов MarkitSERV для внебиржевых деривативов | администратор собственных срочных процентных индикаторов, основанных на фактических операциях |

На 2020 год администраторы индикаторов представляют, в основном, Великобританию (37%), Францию (13%) и Германию (13%). Иностранные администраторы (нерезиденты в Европейском союзе) представлены, преимущественно, США и Швейцарией. Однако во многих случаях страна происхождения администраторов отличается от страны регистрации. Иностранные администраторы предпочитают учреждать в Европейском союзе дочерние структуры для продвижения своих информационно-аналитических продуктов. С поправкой на дочерний статус только половина администраторов родом из Европейского союза. Доли США (22%) и Швейцарии (6%) оказываются выше, а Великобритании — ниже (21%).

## Администраторы финансовых индикаторов в России
В России администраторами финансовых индикаторов являются Банк России, Московская биржа и СРО «Национальная фондовая ассоциация» («НФА»). Банк России де-факто является администратором официального курса рубля, RUONIA, группы процентных ставок MIACR, базового уровня доходности по вкладам, справочных процентных ставок по кредитам и депозитам — он отвечает за сбор данных, методологию, расчет и публикацию. На Московской бирже централизованы все рынки торгуемых активов, как денежный, так и рынок капитала. Среди её индикаторов наибольшую значимость имеют биржевой фиксинг валютного курса рубля, фондовые индексы и краткосрочная процентная ставка денежного рынка RUSFAR. СРО «НФА» является администратором большого числа процентных индикаторов. Наибольшую известность среди них имеют межбанковская ставка MosPrime, а также процентная ставка ROISfix по операциям «процентный своп» на RUONIA.